# Championnat de Biélorussie de football 2022
Navigation
Édition précédente Édition suivante
La saison 2022 de Vycheïchaïa Liha est la trente-deuxième édition de la première division biélorusse. Elle prend place entre le 18 mars et le 19 novembre 2022.
Les seize meilleures équipes du pays sont réunies en une poule unique où elles s'affrontent à deux reprises, à domicile et à l'extérieur, pour un total de 240 matchs, soit trente chacune.
En fin de saison, le premier au classement est sacré champion de Biélorussie et se qualifie pour le premier tour de qualification de la Ligue des champions 2023-2024. Le vainqueur de la Coupe de Biélorussie 2022-2023 est qualifié pour le deuxième tour de qualification de la Ligue Europa Conférence 2023-2024 alors que les deuxième et troisième du championnat sont quant à eux qualifiés pour le premier tour de qualification de la Ligue Europa Conférence 2023-2024. Si le vainqueur de la Coupe est déjà qualifié pour une compétition européenne d'une autre manière, une place est réattribuée au quatrième du championnat. Dans le même temps, les deux derniers au classement sont directement relégués en deuxième division tandis que le quatorzième prend part à un barrage de relégation face au troisième de l'échelon inférieur afin de déterminer le dernier participant de la saison 2023.
La compétition est remportée par le Chakhtior Salihorsk qui décroche son quatrième titre de champion, le troisième d'affilée, et se qualifie pour la Ligue des champions. Le podium est complété par l'Energetik-BDU Minsk et le BATE Borisov qui se qualifient pour la Ligue Europa Conférence.
Dans le bas de classement, le promu Dniepr Mahiliow termine largement dernier avec 12 points et redescend en deuxième division. Il est accompagné du FK Vitebsk qui quitte la compétition après huit ans de présence ininterrompue, terminant à seulement un point du barragiste et autre promu l'Arsenal Dziarjynsk. Ce dernier échoue lui aussi à se maintenir en s'inclinant au cours du barrage de relégation face au Maxline Rogachev (en).
Le titre de meilleur buteur revient à l'Ouzbek Bobur Abdikholikov (en) qui inscrit un total de 26 buts sous les couleurs de l'Energetik-BDU Minsk.
Le 11 mai 2023, la Fédération biélorusse de football annonce plusieurs sanctions à la suite d'informations reçues par la justice biélorusse concernant des matchs truqués lors de cette saison 2022 :
- le Chakhtior Salihorsk se voit retirer le titre de champion 2022[2], est sanctionné d'une pénalité de 30 points pour le championnat 2023, d'une pénalité de 20 points pour le championnat 2024 ainsi que d'une amende de 370 000 roubles biélorusses
- le match Chakhtior Salihorsk-Belchina Babrouïsk du 12 novembre 2022 (score initial de 4-1) a son score annulé (avec un score par défaut de 0-0), chaque équipe se voyant attribuer une défaite
- l'Energetik-BDU Minsk n'est plus le vice-champion 2022, est sanctionné d'une pénalité de 20 points pour le championnat 2023, d'une pénalité de 10 points pour le championnat 2024 ainsi que d'une amende de 74 000 roubles biélorusses
- le Belchina Babrouïsk est sanctionné d'une pénalité de 10 points pour le championnat 2023, d'une pénalité de 5 points pour le championnat 2024 ainsi que d'une amende de 74 000 roubles biélorusses
- le Chakhtior Salihorsk et le Belchina Babrouïsk se voient ensuite rejeter l'obtention d'une licence UEFA pour la saison 2023-2024, les privant de participation pour une compétition européenne[3].

## Participants
Un total de seize équipes participent au championnat, treize d'entre elles étant déjà présentes la saison précédente, auxquelles s'ajoutent trois promus de deuxième division que sont l'Arsenal Dziarjynsk, le Belchina Babrouïsk et le Dniepr Mahiliow qui remplacent le FK Smarhon et le Spoutnik Retchytsa, le FK Smaliavitchy, relégués à l'issue de l'édition précédente, ainsi que le Rukh Brest, qui quitte la compétition pour des raisons financières en début d'année 2022.
Parmi ces clubs, quatre d'entre eux n'ont jamais quitté le championnat depuis sa fondation en 1992 : le Chakhtior Salihorsk, le Dinamo Brest, le Dinamo Minsk et le Nioman Hrodna. En dehors de ceux-là, le BATE Borisov évolue continuellement dans l'élite depuis 1998 tandis que le Torpedo Jodzina (2002) et le FK Minsk (2009) sont présents depuis les années 2000. La ville de Minsk abrite à elle seule quatre des seize équipes participantes.
Légende des couleurs
- Premier tour de qualification de la Ligue des champions 2022-2023
- Deuxième tour de qualification de la Ligue Europa Conférence 2022-2023
- Premier tour de qualification de la Ligue Europa Conférence 2022-2023
- Promu de Perchaïa Liha 2021

| Club                | Présent depuis | Classement 2021 | Stade           | Capacité théorique | Nbr. saisons |
| ------------------- | -------------- | --------------- | --------------- | ------------------ | ------------ |
| Chakhtior Salihorsk | 1992           | 1               | Stade Stroïtel  | 4 200              | 32           |
| BATE Borisov        | 1998           | 2               | Borisov Arena   | 13 126             | 25           |
| Dinamo Minsk        | 1992           | 3               | Stade Dinamo    | 17 586             | 32           |
| FK Homiel           | 2021           | 4               | Stade central   | 14 307             | 26           |
| Dinamo Brest        | 1992           | 6               | OSK Brestski    | 10 169             | 32           |
| FK Vitebsk          | 2015           | 7               | Vitebski CSK    | 8 300              | 27           |
| Torpedo Jodzina     | 2002           | 8               | Stade Torpedo   | 6 524              | 22           |
| FK Sloutsk          | 2014           | 9               | Stade municipal | 2 150              | 9            |
| Isloch Minsk Raion  | 2016           | 10              | Stade FK Minsk  | 3 100              | 7            |
| Nioman Hrodna       | 1992           | 11              | Stade Nioman    | 9 000              | 32           |
| FK Minsk            | 2009           | 12              | Stade FK Minsk  | 3 100              | 15           |
| Energetik-BDU Minsk | 2019           | 13              | Stade RCAR-BDU  | 1 500              | 8            |
| Slavia Mazyr        | 2019           | 14              | Stade Iounost   | 5 300              | 20           |
| Arsenal Dziarjynsk  | 2022           | 1 (D2)          | Stade Haradzeïa | 1 625              | 1            |
| Belchina Babrouïsk  | 2022           | 2 (D2)          | Stade Spartak   | 3 700              | 22           |
| Dniepr Mahiliow     | 2022           | 5 (D2)          | Stade Spartak   | 7 350              | 26           |

## Compétition

### Règlement
Le classement est établi sur le barème de points classique, une victoire valant trois points, tandis qu'un match nul n'en rapporte qu'un seul et une défaite aucun.
Pour départager les égalités de points, les critères suivants sont appliqués dans l'ordre :
1. Résultats en confrontations directes (points, différence de buts, buts marqués) ;
2. Différence de buts générale ;
3. Nombre de matchs gagnés ;
4. Nombre de buts marqués.

### Classement
Le Chakhtior Salihorsk  et l'Energetik-BDU Minsk ne sont pas considérés champion et vice-champion à la suite des sanctions de la Fédération biélorusse du 11 mai 2023.
Plusieurs décisions bouleversent les attributions de places en Coupes d'Europe :
- le Chakhtior Salihorsk et le Belchina Babrouïsk se voient rejeter l'obtention d'une licence UEFA pour la saison 2023-2024 à la suite d'informations reçues par la justice biélorusse concernant des matchs truqués lors de cette saison 2022, les privant de participation pour une compétition européenne[3]
- l'Isloch Minsk Raion est suspendu de toutes compétitions européennes par l'UEFA pour une affaire de match truqué contre le FK Dinamo Brest lors de la saison 2016[5]
- le FK Minsk et le FK Homiel ne demandent pas de licence UEFA[3].

| Rang | Équipe                | Pts | J  | G  | N  | P  | Bp | Bc | Diff |
| ---- | --------------------- | --- | -- | -- | -- | -- | -- | -- | ---- |
| 1    | Chakhtior Salihorsk T | 62  | 30 | 19 | 5  | 6  | 51 | 16 | +35  |
| 2    | Energetik-BDU Minsk   | 60  | 30 | 18 | 6  | 6  | 50 | 27 | +23  |
| 3    | BATE Borisov S        | 59  | 30 | 16 | 11 | 3  | 51 | 21 | +30  |
| 4    | Dinamo Minsk          | 59  | 30 | 16 | 11 | 3  | 50 | 25 | +25  |
| 5    | Isloch Minsk Raion    | 54  | 30 | 16 | 6  | 8  | 51 | 33 | +18  |
| 6    | FK Minsk              | 44  | 30 | 12 | 8  | 10 | 47 | 43 | +4   |
| 7    | FK Homiel             | 43  | 30 | 12 | 7  | 11 | 36 | 37 | -1   |
| 8    | Torpedo Jodzina C     | 43  | 30 | 10 | 10 | 9  | 35 | 32 | +3   |
| 9    | Nioman Hrodna         | 40  | 30 | 9  | 13 | 8  | 39 | 36 | +3   |
| 10   | Slavia Mazyr          | 37  | 30 | 10 | 7  | 13 | 42 | 46 | -4   |
| 11   | FK Sloutsk            | 32  | 30 | 7  | 11 | 12 | 26 | 41 | -15  |
| 12   | Belchina Babrouïsk P  | 30  | 30 | 6  | 12 | 12 | 36 | 46 | -10  |
| 13   | Dinamo Brest          | 27  | 30 | 5  | 12 | 13 | 29 | 43 | -14  |
| 14   | Arsenal Dziarjynsk P  | 23  | 30 | 5  | 8  | 17 | 18 | 42 | -24  |
| 15   | FK Vitebsk            | 22  | 30 | 4  | 10 | 16 | 28 | 49 | -21  |
| 16   | Dniepr Mahiliow P     | 12  | 30 | 3  | 3  | 24 | 21 | 73 | -52  |

Qualifications européennes
Ligue des champions 2023-2024
- 3e : premier tour de qualification

Ligue Europa Conférence 2023-2024
- C : deuxième tour de qualification
- 4e et 9e : premier tour de qualification

Relégation
- 14e : barrage de relégation
- 15e et 16e : relégation en deuxième division

Abréviations
- T : Tenant du titre
- C : Vainqueur de la Coupe de Biélorussie 2022-2023
- S : Vainqueur de la Supercoupe de Biélorussie 2022
- P : Promu de la deuxième division 2021

### Matchs
Le match Chakhtior Salihorsk-Belchina Babrouïsk du 12 novembre 2022 (score initial de 4-1) a son score annulé (avec un score par défaut de 0-0), chaque équipe se voyant attribuer une défaite.
| Résultats (▼dom., ►ext.)                                   | ARS | BATE | BEL | CHA | DBR | DMI | DNI | ENE | HOM | ISL | MIN | NIO | SLA | SLO | TJO | VIT |
| Arsenal Dziarjynsk                                         |     | 0-2  | 0-0 | 1-2 | 0-2 | 0-1 | 1-0 | 0-2 | 1-2 | 1-3 | 0-0 | 1-1 | 3-2 | 1-1 | 1-2 | 0-0 |
| BATE Borisov                                               | 1-2 |      | 2-2 | 0-2 | 4-1 | 0-0 | 2-1 | 1-1 | 2-1 | 0-1 | 3-2 | 2-1 | 4-0 | 4-0 | 1-1 | 2-1 |
| Belchina Babrouïsk                                         | 1-0 | 0-3  |     | 1-2 | 2-2 | 0-0 | 0-0 | 0-1 | 2-3 | 2-1 | 2-2 | 1-0 | 1-4 | 0-2 | 1-3 | 2-2 |
| Chakhtior Salihorsk                                        | 3-0 | 0-1  | 0-0 |     | 2-0 | 1-0 | 4-0 | 0-1 | 1-0 | 1-0 | 2-1 | 2-2 | 1-1 | 2-1 | 0-1 | 2-0 |
| Dinamo Brest                                               | 0-0 | 0-3  | 1-1 | 1-1 |     | 1-3 | 4-0 | 1-2 | 1-1 | 2-2 | 3-1 | 0-0 | 1-3 | 0-0 | 0-1 | 4-4 |
| Dinamo Minsk                                               | 1-1 | 2-2  | 0-0 | 1-0 | 0-0 |     | 4-0 | 1-4 | 3-0 | 1-2 | 3-1 | 2-0 | 0-0 | 1-1 | 2-2 | 2-1 |
| Dniepr Mahiliow                                            | 0-1 | 0-3  | 4-3 | 0-7 | 2-0 | 0-2 |     | 0-2 | 0-4 | 0-2 | 2-4 | 1-3 | 1-3 | 1-2 | 0-1 | 2-1 |
| Energetik-BDU Minsk                                        | 0-1 | 0-2  | 3-1 | 0-1 | 0-0 | 1-3 | 1-1 |     | 0-0 | 1-2 | 2-0 | 2-1 | 5-0 | 1-1 | 3-1 | 3-1 |
| FK Homiel                                                  | 4-1 | 0-1  | 0-3 | 0-3 | 1-0 | 0-1 | 3-1 | 1-2 |     | 3-1 | 0-3 | 0-3 | 0-2 | 1-0 | 1-0 | 1-0 |
| Isloch Minsk Raion                                         | 2-1 | 0-0  | 2-0 | 1-1 | 1-2 | 2-2 | 3-2 | 2-3 | 1-1 |     | 2-0 | 1-1 | 0-2 | 1-2 | 3-0 | 2-0 |
| FK Minsk                                                   | 2-0 | 2-2  | 2-4 | 1-0 | 2-0 | 0-1 | 1-0 | 0-0 | 1-1 | 1-5 |     | 3-2 | 5-0 | 1-0 | 1-0 | 2-0 |
| Nioman Hrodna                                              | 2-0 | 0-0  | 2-2 | 1-1 | 2-1 | 2-3 | 2-0 | 1-4 | 3-0 | 1-0 | 1-1 |     | 2-0 | 1-0 | 2-0 | 1-1 |
| Slavia Mazyr                                               | 1-1 | 0-3  | 2-0 | 1-3 | 3-1 | 1-2 | 5-0 | 0-1 | 0-1 | 0-1 | 4-2 | 1-1 |     | 1-1 | 2-2 | 0-2 |
| FK Sloutsk                                                 | 1-0 | 0-0  | 0-0 | 0-1 | 2-0 | 0-5 | 2-2 | 1-2 | 2-2 | 2-4 | 2-4 | 0-0 | 1-0 |     | 1-1 | 0-2 |
| Torpedo Jodzina                                            | 1-0 | 0-0  | 1-3 | 0-1 | 0-0 | 3-4 | 1-0 | 4-0 | 1-1 | 0-1 | 1-1 | 2-2 | 1-1 | 3-0 |     | 1-0 |
| FK Vitebsk                                                 | 3-0 | 1-1  | 2-2 | 0-5 | 0-1 | 0-0 | 2-1 | 0-3 | 1-1 | 1-3 | 1-1 | 2-2 | 0-3 | 0-1 | 0-1 |     |
| - Victoire à domicile - Match nul - Victoire à l'extérieur |     |      |     |     |     |     |     |     |     |     |     |     |     |     |     |     |

### Barrage de relégation
Un barrage de relégation est disputé en fin de saison afin de déterminer le dernier participant de l'édition 2023 de la première division. Il oppose le Arsenal Dziarjynsk, quatorzième du championnat, au Maxline Rogachev (en), quatrième de la deuxième division. Les deux équipes s'affrontent dans le cadre d'une confrontation en deux manches.
La première manche voit la victoire de l'Arsenal sur le score de 3-2. Le match retour s'achève cependant sur un succès du pensionnaire de la deuxième division qui l'emporte 3-1 pour s'imposer avec un total cumulé de 5 buts contre 4 et ainsi accéder à l'élite pour la première fois de son histoire.
| Équipe                  | Aller | Total | Retour | Équipe                     |
| ----------------------- | ----- | ----- | ------ | -------------------------- |
| Arsenal Dziarjynsk (D1) | 3 - 2 | 4 - 5 | 1 - 3  | (D2) Maxline Rogachev (en) |

Légende des couleurs
- Le club se maintient en première division.
- Promotion en première division.
- Le club reste en deuxième division.
- Relégation en deuxième division.